# Priskos (Philosoph)
Priskos (* wohl vor 305 in Epirus; † wohl 395 oder 396) war ein spätantiker Philosoph der neuplatonischen Richtung. Er war ein Freund und philosophischer Berater des Kaisers Julian.

## Leben
Priskos stammte aus Epirus; er war Thesproter oder Molosser. Über seine Herkunftsfamilie und Kindheit ist nichts bekannt. Er war in Pergamon im Westen Kleinasiens Schüler des angesehenen neuplatonischen Philosophen Aidesios. Aidesios, ein Schüler des berühmten Neuplatonikers Iamblichos, hatte nach dessen Tod eine eigene Schule eröffnet. Zu Priskos’ Mitschülern in Pergamon gehörten die Philosophen Maximos von Ephesos, Eusebios von Myndos und Chrysanthios von Sardes. Neben den Lehren Platons und des Aristoteles, die in neuplatonischem Sinne gedeutet wurden, gehörten auch religiöse Praktiken (Theurgie) zum Unterrichtsstoff. Aidesios hatte hohe Wertschätzung für Priskos.
Als im Jahr 351 der spätere Kaiser Julian Aidesios in Pergamon aufsuchte, um an dessen Unterricht teilzunehmen, hatte Priskos seine dortigen Studien bereits abgeschlossen und sich in Griechenland niedergelassen. Er lebte und lehrte in Athen und schrieb ein Lehrbuch zur Philosophie des Aristoteles. In Athen, wo sich Julian im Sommer 355 zu Studienzwecken aufhielt, fand wohl die erste Begegnung des künftigen Kaisers mit Priskos statt. Offenbar war Julian von Priskos stark beeindruckt. Bald darauf, im November 355, wurde Julian zum Caesar ernannt. Im Dezember begab er sich nach Gallien, wo er die Zuständigkeit für die Verteidigung gegen die Germanen übernahm. Er lud Priskos, mit dem er korrespondierte, zu sich ein. Priskos nahm die Einladung an und verbrachte einige Zeit als hochgeehrter Gast in Gallien. Bei seiner Abreise verfasste der Caesar ein Gedicht zu seinem Ruhm.
Nach seinem Herrschaftsantritt (361) wollte Julian, der sich nun um die Erneuerung der alten Religion auf neuplatonischer Basis bemühte, seine philosophischen Freunde in seiner Umgebung haben. Er holte Maximos von Ephesos und Priskos an seinen Hof nach Konstantinopel und machte sie zu seinen religiösen und philosophischen Beratern; über politische Kompetenz soll Priskos nicht verfügt haben. Als Julian sich zur Vorbereitung seines Perserfeldzugs im Sommer 362 nach Antiochia begab, begleiteten sie ihn. Es gelang Priskos, eine Misshelligkeit zwischen dem Kaiser und dem Redner Libanios beizulegen. Auch auf dem Feldzug gegen die Perser (März bis Juni 363) blieben Maximos und Priskos bei Julian; mit ihnen führte er ein philosophisches Gespräch, bevor er am 26. Juni 363 an der im Kampf erlittenen Verwundung starb. Im Spätherbst 363 traf Priskos wieder in Antiochia ein.
Unter Julians christlichem Nachfolger Jovian, der nur kurz regierte, erfreute sich Priskos des kaiserlichen Wohlwollens. Nach dessen Tod wurde er jedoch unter den ab 364 regierenden Kaisern Valentinian I. und Valens verhaftet, denn man beschuldigte ihn einer gegen die Gesundheit der Herrscher gerichteten Zauberei. Diese Anschuldigung blieb allerdings erfolglos; Priskos durfte nach Griechenland zurückkehren. Dort nahm er seine Unterrichtstätigkeit wieder auf und blieb für den Rest seines Lebens unbehelligt.
Eunapios hebt Priskos’ vorzügliches Gedächtnis und seine umfassende Kenntnis der überlieferten Lehren hervor und erwähnt seine Abneigung gegen philosophische Kontroversen. Priskos hielt Streit für schädlich, da er auf der schwächeren Seite Bitterkeit erzeuge und die Bereitschaft zur Hingabe an die Philosophie zerstöre. Eunapios teilt diese Auffassung, scheint aber Priskos’ extreme Verschwiegenheit (hinsichtlich vertraulicher Teile der religiös-philosophischen Lehren) und sein stark ausgeprägtes Selbstbewusstsein kritisch zu beurteilen.
Priskos war mit einer Frau namens Hippia verheiratet; das Ehepaar hatte mehrere Kinder.